# Lance Dos Ramos
Lance Dos Ramos (Caracas, 4 aprile 1987) è un attore venezuelano.

## Biografia
Nasce da genitori portoghesi; ha una sorella, Kimberly, e un fratello, Lenny, entrambi attori. Ha frequentato l'Università Nueva Esparta. In televisione, ha fatto alcuni spot pubblicitari ed è apparso in diverse telenovelas per RCTV e Venevisión. Nel 2011-2012 è co-protagonista nella telenovela Grachi per le prime due stagioni, dove interpreta Chema Esquivel e canta alcuni brani degli album della serie insieme al resto del cast.

## Filmografia

### Cinema
- Memorias de un soldado, regia di Caupolicán Ovalles (2012)

### Televisione
- Destino de mujer (1997)
- Cuando hay pasión (1999)
- Sabor a ti – serial TV (2004)
- Te tengo en salsa – serial TV (2007)
- Nadie me dirá como quererte – serial TV (2008-2009)
- Grachi – serial TV, 149 puntate (2011-2012)
- La magia del amor – serial TV (2013)
- Marido en alquiler – serial TV (2013-2014)
- Demente criminal – serial TV (2015)

## Discografia

### Colonne sonore
- 2011 – Grachi - La vida es maravillosamente mágica
- 2012 – Grachi - La vida es maravillosamente mágica Volumen 2

## Teatro
- Grachi - El show en vivo (2012)

## Doppiatori italiani
Nelle versioni in italiano dei suoi film, Lance Dos Ramos è stato doppiato da:
- Alessio Ward in Grachi[4]